# Юніонвілл-Сентер (Огайо)
Юніонвілл-Сентер (англ. Unionville Center) — селище (англ. village) в США, в окрузі Юніон штату Огайо. Населення — 241 особа (2020).

## Географія
Юніонвілл-Сентер розташований за координатами 40°8′13″ пн. ш. 83°20′29″ зх. д. / 40.13694° пн. ш. 83.34139° зх. д. (40.137050, -83.341267).  За даними Бюро перепису населення США в 2010 році селище мало площу 0,43 км², з яких 0,41 км² — суходіл та 0,01 км² — водойми.

## Демографія
Згідно з переписом 2010 року, у селищі мешкали 233 особи в 78 домогосподарствах у складі 56 родин. Густота населення становила 548 осіб/км².  Було 82 помешкання (193/км²).
Расовий склад населення:
| - 96,1 % — білих - 2,6 % — азіатів - 0,4 % — корінних американців |

До двох чи більше рас належало 0,9 %. Частка іспаномовних становила 0,9 % від усіх жителів.
За віковим діапазоном населення розподілялося таким чином: 29,6 % — особи молодші 18 років, 58,4 % — особи у віці 18—64 років, 12,0 % — особи у віці 65 років та старші. Медіана віку мешканця становила 39,8 року. На 100 осіб жіночої статі у селищі припадало 106,2 чоловіків;  на 100 жінок у віці від 18 років та старших — 90,7 чоловіків також старших 18 років.
Середній дохід на одне домашнє господарство  становив 62 177 доларів США (медіана — 57 188), а середній дохід на одну сім'ю — 64 367 доларів (медіана — 65 000). Медіана доходів становила 44 375 доларів для чоловіків та 37 500 доларів для жінок. За межею бідності перебувало 9,0 % осіб, у тому числі 7,3 % дітей у віці до 18 років та 6,7 % осіб у віці 65 років та старших.
Цивільне працевлаштоване населення становило 129 осіб. Основні галузі зайнятості: роздрібна торгівля — 18,6 %, освіта, охорона здоров'я та соціальна допомога — 14,7 %, виробництво — 13,2 %, будівництво — 13,2 %.